# Hiromi Tsuchida
Hiromi Tsuchida, en idioma japonés 土田ヒロミ Tsuchida Hiromi, ( n. 1939 ) es un fotógrafo japonés que ha destacado por sus reportajes sobre los efectos del bombardeo de Hiroshima.
Comenzó con la pintura, pero en 1958 la abandonó para dedicarse a la fotografía. En 1963 terminó sus estudios de química en la Universidad de Fukui y en 1968 los de fotografía en el College of Photography de Tokio.
En su obra realizó un seguimiento de los efectos causados por el bombardeo atómico de Hiroshima en varias colecciones de fotografías, lo que le supuso la concesión del Premio Ina Nobuo en 1978. En 1999 realizó un reportaje sobre el muro de Berlín.
Su trabajo se puede encontrar en el Museo Metropolitano de Fotografía de Tokio, el Museo de Arte Moderno de Nueva York, la Biblioteca Nacional de Francia, el Museo Nacional de Arte Moderno de Canadá, el Centro Europeo de Fotografía, el Museo de Arte Moderno de San Francisco y el Museo J. Paul Getty.